# Голубово (Островский район)
Голубово — деревня в Островском районе Псковской области. Входит в состав Воронцовской волости.
Расположена в 42 км к юго-востоку от города Остров и в 11 км к юго-востоку от волостного центра, села Воронцово. Восточнее находится деревня Врев.
Численность населения деревни по состоянию на 2000 год составляет 11 жителей.